# Mongolia na Zimowych Igrzyskach Paraolimpijskich 2006
Reprezentacja Mongolii na Zimowych Igrzyskach Paraolimpijskich 2006 liczyła 2 sportowców.

## Reprezentanci Mongolii

### Narciarstwo klasyczne
- Sukhbaatar Nyamaa

## Medale

### Złote medale
brak

### Srebrne medale
brak

### Brązowe medale
brak